# Lophodermium conigenum
Lophodermium conigenum (Brunaud) Hilitzer – gatunek grzybów z rodziny łuszczeńcowatych (Rhytismataceae). Jeden z patogenów wywołujących chorobę sosny (Pinus) o nazwie wiosenna osutka sosny.

## Systematyka i nazewnictwo
Pozycja w klasyfikacji według Index Fungorum: Lophodermium, Rhytismataceae, Rhytismatales, Leotiomycetidae, Leotiomycetes, Pezizomycotina, Ascomycota, Fungi.
Po raz pierwszy takson ten opisał w 1888 r. Paul Brunaud nadając mu nazwę Lophodermium pinastri f. conigenum. Obecną, uznaną przez Index Fungorum nazwę nadał mu Alfred C. Hilitzer w 1929 r.
Synonimy:
- Leptostroma pinastri var. cembrae Bubák & Kabát 1915
- Leptostroma pinorum Sacc. 1882
- Leptostroma pinorum var. cembrae (Bubák & Kabát) Minter 1980
- Leptostroma pinorum var. graupianum Minter 1981
- Lophodermina conigena (Brunaud) Tehon 1935
- Lophodermium pinastri f. conigenum Brunaud 1888[3].

## Morfologia
Anamorfa
Pyknidia pod naskórkiem żywiciela, o długości 350–450 μm, często zlewające się z sobą. Konidia o długości 5–7,5 μm.
Teleomorfa
Apotecja zanurzone, o długości 900–2000 µm, powstające na obu stronach igieł (mniej niż 20% po stronie odosiowej), w stanie wilgotnym czarne, w stanie suchym czarne tylko na środku, na mniej niż 1/4 całkowitej powierzchni owocnika, pozostała część szara otoczona czarną linią. Pokryte są z obu stron naskórkiem żywiciela, ale ich środek wystaje powyżej naskórka. Na porażonych igłach występują rzadkie, rozproszone brązowe pasemka biegnące w poprzek igły. Wstawki o długości worka, z haczykowatymi końcami, wygięte lub proste i nienabrzmiałe. Worki 160–215 × 11,5–14 µm, cylindryczne, bardzo krótkie, z tępym lub ostrym wierzchołkiem, cienkościenne, niebarwiące się jodem. Askospory wydostają się z nich przez maleńki otwór na szczycie, 8-zarodnikowe. Askospory o długości 90–130 μm, szerokości około 2–3 μm, nitkowate, czasami zwinięte spiralnie na górnym końcu worka, bezprzegrodowe, otoczone szeroką galaretowatą osłoną.
Rozprzestrzenia się poprzez askospory.

## Występowanie
W Europie jest rozprzestrzeniony, jego stanowiska podano także w USA, gdzie jednak nie jest pospolity. Występuje także w Nowej Zelandii.
Głównymi żywicielami Lophodermium conigenum są głównie sosny (Pinus) dwu i trzyigłowe, w tym Pinus brutia, P. densiflora, P. montana, P. mugo, P. nigra, P. resinosa, P. sylvestris, P. tabuliformis, P. contorta, P. halepensis, P. pinea i P. radiata. Zasiedla zielone igły na drzewie, nie dając żadnych objawów. Gdy igły takie obumrą porażone przez inne pasożyty, L. conigenum rozwija się na nich nadal jako grzyb saprotroficzny i wytwarza askospory.